# NGC 7223
NGC 7223 ist eine Balken-Spiralgalaxie vom Hubble-Typ SBc im Sternbild Eidechse am Nordsternhimmel. Sie ist schätzungsweise 219 Millionen Lichtjahre von der Milchstraße entfernt und hat einen Durchmesser von etwa 90.000 Lichtjahren. Gemeinsam mit PGC 214803 bildet sie das gravitativ gebundene Galaxienpaar Holm 788. Darüber hinaus ist sie die hellste Galaxie der NGC 7223-Gruppe (LGG 453).
Das Objekt wurde am 8. November 1790 von Wilhelm Herschel entdeckt.

## NGC 7223-Gruppe (LGG 453)
| Galaxie   | Alternativname | Entfernung / Mio. Lj |
| --------- | -------------- | -------------------- |
| NGC 7223  | PGC 68197      | 219                  |
| PGC 67977 | UGC 11895      | 220                  |
| PGC 67985 | UGC 11897      | 207                  |
| PGC 68171 | UGC 11927      | 210                  |
| PGC 68178 | UGC 11929      | 220                  |
| PGC 68169 |                | 219                  |